# Anna Sissak-Bardizbanian
Anna Katarina Sissak-Bardizbanian, också känd som Anna Hallman-Knös eller endast Anna Sissak, född 1876, död 1919, var en svensk journalist. Hon var en pionjär som en av Sveriges första kvinnliga reportrar och en känd Stockholmsprofil under sin samtid.

## Tidigt liv
Anna Sissak-Bardizbanian var dotter till sjökapten S. Hallman i Trollhättan; ett av hennes tre syskon var arkitekten Per Olof Hallman. Efter faderns död placerades syskonen hos släktingar av ekonomiska skäl, och hon växte upp som fosterdotter hos sin faster och dennas make doktor G.B. Knös i Vadstena. Anna Sisak-Bardizbanyan gick i Vadstena flickskola 1882–1889. Därefter gick hon i Linköpings flickskola läsåret 1889–1890 och slutligen på Statens Normalskola för flickor läsåret 1893–1894. 
Anna Sissak-Bardizbanian avslutade sin skolgång 1894, och besökte då Paris. Enligt vad hon senare uppgav för sin vän Christian Krogh, hade hon delat rum med en armenisk kvinna i Paris och då fått vänner bland armeniska rebeller, som kallade henne "la blonde vierge" och planerade att mörda den osmanska sultanen. Hon hade fått förslaget att bli medlem i sultanens harem för att få tillfälle att utföra mordet åt dem, men vägrat gå med på det. Anna Sissak-Bardizbanian gifte sig 5 mars 1898 i Manchester med den armeniska poeten och frihetsaktivisten Stefan Sissak-Bardizbanian, som hon hade lärt känna under sitt besök i Paris fyra år tidigare. Giftermålet skedde för att hon då väntade barn; paret separerade efter tre månader, och sonen Staffan togs om hand av hennes syster.

## Journalist
Vid sin återkomst till Sverige gjorde hon en snabb och uppmärksammad karriär som journalist. Hon var under år 1897 engagerad vid Östgöta-Kuriren i Vadstena, därefter vid Örebro-Kuriren, där hon var redaktionssekreterare, något som då var ovanligt för en kvinna, och därefter från 1897 till 1899 vid Svenska Dagbladet i Stockholm. Mellan 1896 och 1901 skrev hon även artiklar som frilans åt DN.
Anna Sissak-Bardizbanian tillhörde Sveriges första kvinnliga journalister. Mellan 1884, då Maria Cederschiöld och Anna Wallin anställdes vid Aftonbladet, och 1896, anställdes kvinnor vid sex av Stockholms sju största tidningar – endast Nya Dagligt Allehanda hade en helmanlig redaktion fram till 1909. De flesta av dessa kvinnor arbetade som översättare och skrev notiser, men Sissak-Bardizbanian var dock inte bokstavligen den första kvinnliga reportern, även om hon tillhörde de första. På just Svenska Dagbladet var hon kanske den tredje kvinnan efter korrekturläsaren Gunilla de Laval (1893) och översättaren Elisabeth Kuylenstierna-Wenster (1896) – Karin Ericson och Olga Lindström nämns som anställda under "1890-talet" men uppgifter saknas – och det är möjligt att hon på den tidningen var den första kvinnliga medarbetare som skrev reportage. Däremot var hon kanske den första kvinnliga reporter i Sverige som blev känd som sådan, och hon var på sin tid mycket uppmärksammad i Stockholm.
I april 1899 porträtteras i Illustreradt Hvad Nytt: 
"sin första kvinnliga reporter fick Stockholmspressen först i fjol då madame Anna Sissak inträdde i Svenska Dagbladets redaktion... hon är en rask reporter med äkta gry. Hon skriver notiser och intervjuar oförskräckt och med talang. Vilken tidning som helst skulle finna en sådan medarbetare "styf". Med sitt sympatiska kvinnliga hväsen och sin personliga friskhet blir hon väl bemött var hon kommer - vad däremot icke alltid är fallet med hennes manliga konkurenter. Men dessa äro icke avundsamma ty de finna i henne en god och duktig kamrat."
Anna Sissak-Bardizbanian skrev reportage om lättsamma nyheter som kungabarn, simuppvisningar och nöjesnyheter under signaturerna Cendrillon och Catherine. 1899 gjorde hon vad som då sågs som ett storreportage då hon fick delta vid invigningsturen av den första "automobilbussen" i Stockholm. År 1898 blev hon medlem i Publicistklubben, något som då fortfarande var ovanligt för en kvinna, där kvinnor först 13 år tidigare hade tillåtits bli medlemmar.

## Senare liv
Anna Sissak-Bardizbanians journalistkarriär var kort. 1899 miste hon sin plats vid Svenska Dagbladet. Hon var sedan engagerad vid Djursholms Tidning och vid en rad provinstidningar, och var därefter aktiv som frilans. 
Efter att hon avslutat sin karriär som journalist i Stockholm är hennes liv diffust. Under år 1900 finns en uppgift om att hon ska ha anställts vid van der Ostens teatersällskap. Senast 1902 är hon bekräftad som frilans i Stockholm.
Anna Sissak-Bardizbanian fick en dotter med en miljonär i Göteborg. Han ville gifta sig med henne men detta var omöjligt eftersom hon formellt sett fortfarande var gift. Mannen lade ner stora pengar på att efterspana hennes make och få igenom en skilsmässa, men maken kunde aldrig finnas. Miljonären adopterade då sin dotter med henne. Hon ska vid denna tid ha emigrerat till Paris, där hon tidvis skrev artiklar som frilans åt DN, och en tid hade en tillfällig anställning på Sainte Genevievebilioteket. Hennes släkting Börje Knös sade om henne att "hon var mycket vacker och strålade av liv och hälsa och opposition mot den kvava oscarianska atmosfären på den tiden här hemma" och att hon i Paris levde "ett fullständigt bohemliv". Hon ska ha umgåtts i teosofiska kretsar och mottagit understöd från Ellen Key och Heidenstam. Bekräftade uppgifter saknas, men hon ska ha avlidit i lungtuberkulos i Lugano 1919.
Anna Sissak-Bardizbanians vän, DN-journalisten Nils Styrbjörn Lundström, beskrev henne i Svenska Dagbladet 1934: 
"Jag har denna vårt lands som jag tror första kvinnliga journalist i mycket gott minne som en präktig och god kamrat. På ett utomordentligt sätt löste hon sin inte alltid så lätta uppgift att fullgöra sitt värv som en ensam kvinna bland idel manliga kamrater. Allmänheten såg dessutom ofta nog en smula kritiskt på en kvinnlig journalist på den tiden vilket inte bidrog till att underlätta arbetet. Tiden var inte riktigt mogen för en flicka med pojkklippt hår som rökte cigarett offentligt och gick ensam ut på restaurang eller sökte upp sina manliga kamrater där. Bohemen låg henne i blodet fast hon kom från en gammal familj med mycket stadga. För sin utbildning låg hon lång tid i Paris. Hon försörjde sig där med sina händers arbete. När hon tjänat ihop en slant som tvätterska blev hon åter för en tid studerande svensk fröken så långt pengarna räckte. Och så var det dags att ta till tvättningen igen. Sjukdomen bröt efter några år en sällsynt levande bana."

## Eftermäle
Anna Sissak-Bardizbanian är förebilden för "Madame Alrazian" i hennes förre SVD-kollega Johan Levarts tidningsroman Ljusets riddare från 1904. Hon ska också ha stått modell för Jens Ferdinand Willumsens teckning från 1903, kallad En pige fra Vadstena, som tillhörde Sörmlands museum i Nyköping.